# Манастир Нимник
Манастир Нимник, познат и под именом Маријански манастир је манастир Српске православне цркве, припада Епархији браничевској. Манастир са црквом посвећеној Преносу моштију Светог Николаја Мирликијског представљају као целина непокретно културно добро као споменик културе.

## Положај и прошлост
Налази се на путу Пожаревац-Велико Градиште, а на југоистоку од села Курјаче (општина Велико Градиште), на 3 км удаљености од пута, у храстовој шуми. Име манастира потиче вероватно од влашке речи „нимик“ (незнан, непознат) по непознатом светитељу чији се гроб налази у капели Светиња уз цркву. Старешине манастира биле су: Параскева Јовановић, Иларија Сретеновић и Јефросинија Милановић игуманија која најзаслужнија за обнову овог манастира.
Према предању цркву је сaзидaо војводa Богосaв након 1376. године, када је област северног Браничева припала кнезу Лазару. Нимник се као метох манастира Раваница први пут помиње у раваничкој повељи, а у турским пореским књигама од прве половине 16. века. У свом извештају из 1733/34. године Максим Ратковић даје опис врло старе цркве, зидане каменом, са сводом од камена, неокречене и покривене шиндром. Имао је иконостас на коме су се по изузетној лепоти и старости издвајале царске двери и две престоне иконе, за које каже да их нема ни у једном другом манастиру. Нимник је паљен и рушен за време Кочине крајине и након Првог српског устанка, а у значајној мери обновљен 1825. године, о чему сведочи Јоаким Вујић. Тада је црква обновљена од тврдог материјала, са дрвеним сводом и подом од опеке. Испред цркве је 1841. године подигнута звонара, а северозападно од цркве је изграђен конак у коме је 1851—1853. године радила једна од првих школа у крају. Зграда је имала трем и три просторије, од којих су две биле учионице.

## Легенда о постанку
Манастир Нимник има две капеле. Прва се зове Светиња и налази се на гробу девојчице коју су према предању убили Турци зато што није хтела да им покаже пут за манастир. Према овом предању манастир је добио име Нимник. Друга капела се налази у манастирском конаку и посвећена је Покрову Пресвете Богородице.
У својој дугој прошлости манастир Нимник је скоро стално био у улози парохијске цркве села Курјаче, до 1938. године када је претворен у женски манастир и такав је до данашњих дана. Године 1939. ту је било 30 чланова (калуђерица и младе искушенице), под настојницом манастира мајком Параскевом. Активан је и о њему брину три монахиње.

## Архитектура цркве
Црква манастира Нимник је једнобродна грађевина, засведена полуобличастим сводом, са полукружном олтарском апсидом у ширини брода на истоку. Кроз историју је претрпела бројна рушења и преправљања, тако да је њен садашњи изглед из времена обнове у 19. веку. Зидови од ломљеног камена су 1891. године надзидани опеком, што је уочљиво и данас на фасадама цркве. Један део грађевинског материјала потиче са римског налазишта Виминацијума, што сведоче и узидани фрагменти капитела неког мермерног стуба са лепом женском главом, бујне растршене косе, са раздељком, што је послужило необавештенима за извор веровања, да је то лик и глава детета кога су убили, зато што им није хтело показати цркву Нимник.
Иконостас је класично конципиран са четрнаест икона распоређених у три зоне. Потиче из времена обнове цркве с краја 19. века и рад је сликара Милисава Марковића. Њихова вредност је у квалитету, старини и уметниковој руци која их је радила, са знатним упливом румунског утицаја у православној иконографији. Последња обнова била је крајем 20. века, када је између осталог храм и живописан, а стари конак порушен. Потиче из времена обнове цркве с краја 19. века и рад је сликара Милисава Марковића.